# Lista chorążych reprezentacji Mikronezji na igrzyskach olimpijskich
Lista chorążych reprezentacji Mikronezji na igrzyskach olimpijskich – lista zawodników i zawodniczek reprezentacji Mikronezji, którzy podczas ceremonii otwarcia nowożytnych igrzysk olimpijskich nieśli flagę Mikronezji.

## Chronologiczna lista chorążych
| Lp. | Rok i miejsce        | Chorąży          | Dyscyplina           |
| --- | -------------------- | ---------------- | -------------------- |
| 1   | 2000, Sydney         | Manuel Minginfel | Podnoszenie ciężarów |
| 2   | 2004, Ateny          | Manuel Minginfel | Podnoszenie ciężarów |
| 3   | 2008, Pekin          | Manuel Minginfel | Podnoszenie ciężarów |
| 4   | 2012, Londyn         | Manuel Minginfel | Podnoszenie ciężarów |
| 5   | 2016, Rio de Janeiro | Jennifer Chieng  | Boks                 |
| 6   | 2020, Tokio          | Taeyanna Adams   | Pływanie             |
| 6   | 2020, Tokio          | Scott Fiti       | Lekkoatletyka        |